# Brett Rossi
Brett Rossi —pseudnim de Scottine Sheen— (Fontana, Califòrnia. 2 de desembre de 1989) és una actriu porno retirada i model glamour estatunidenca. El novembre de 2011 Rossi va fer la seva primera aparició en el lloc web per a adults Twistys Treat, convertint-se en la Twistys Treat de l'Any. Des de llavors, ha realitzat una gran varietat d'escenes per als llocs Bang Bros, Reality Kings, Brazzers i Twistys, entre d'altres.
Al novembre de 2013 Charlie Sheen va iniciar una relació amb Brett Rossi. Al febrer de 2014, l'actor va anunciar el seu compromís amb Rossi. A l'octubre de 2014 a través d'un comunicat, Charlie Sheen va anunciar el final de la seva relació amb Brett Rossi, a poques setmanes de les seves noces, que estaven previstes pel mes de novembre.